# 森西真弓
森西 真弓（もりにし まゆみ、1955年5月25日 - ）は、上方芸能研究家、演劇評論家。元・雑誌「上方芸能」編集代表。大阪樟蔭女子大学名誉教授 。

## 来歴
京都市生まれ。京都女子高等学校（1974年）、京都女子大学文学部史学科日本史専攻（1978年）卒業。
テレビで歌舞伎の劇場中継を見て興味を持ったのが古典芸能に関心を持ったきっかけ。演じるよりも鑑賞することに興味を持ち、中学生の時には一人で『演劇界』を読んで京都南座に観劇に通っていた。大学では歌舞伎研究会で部長を務めた。
大学4回生の３月、雑誌『上方芸能』に編集者募集の記事を見つけて応募。7人の応募者の中から編集長の木津川計に採用され1978年5月から編集部員となる。『上方芸能』では1983年編集次長、1994年4月編集長、2008年に広瀬依子に編集長を譲り、編集代表となる。『上方芸能』は2016年に200号で終刊となった。
池坊短期大学助教授、立命館大学専任教授を経て、2009年から大阪樟蔭女子大学学芸学部国文学科教授を経て名誉教授。
上方芸能の普及・振興に携わるとともに、上方古典芸能の近代史を中心に調査・研究している。
公益財団法人びわ湖芸術文化財団理事。過去には文化庁文化審議会委員、日本芸術文化振興会評議員、文楽協会評議員を始めとして各種委員を多数歴任。
日本経済新聞に「文楽」「歌舞伎」評を執筆。
国立文楽劇場における2003年の文仁親王妃紀子の観劇、2009年の天覧文楽の際に上皇后美智子の説明役を務めた。

## 著作

### 単著
- 「上方芸能への招待」（上方芸能出版センター、1988年）
- 「上方芸能手帖 - 舞台・ひと・大阪」（上方芸能出版センター、1995年4月）
- 「上方芸能の魅惑―鴈治郎・玉男・千作・米朝の至芸」（NHK出版、2003年7月）

### 共編著
- 森西真弓（編）「上方芸能事典」（岩波書店、2008年3月）
- 吉田玉男（初代）（述）「吉田玉男文楽藝話」（日本芸術文化振興会、2007年9月）- 聞き手

## 放送
すべてNHKである。

### テレビ
- 古典芸能への招待（Eテレ）
- 新・にっぽんの芸能（Eテレ）
- にっぽんの芸能（Eテレ）
- 芸能花舞台（Eテレ）
- 平成古寺巡礼（衛星第二）ほか

### ラジオ
- かんさい土曜ほっとタイム「関西文化芸能」（ラジオ第一）
- 邦楽のたのしみ（ラジオ第二）
- FM能楽堂（FM)
- 邦楽百番（FM)
- ラジオ深夜便ほか

## 受賞
- 咲くやこの花賞（1993年、雑誌編集）
- 歌舞伎学会奨励賞（1995年、『上方芸能手帖』刊行他の業績に対して）